# راينفيلدن
رهيينفيلدين (بالفرنسية: Rheinfelden)‏ هي واحدة من بلديات كانتون أرجاو في سويسرا. يقدر عدد سكانها بـ 10,881 نسمة .

## المناخ
يظهر الجدول التالي التغييرات المناخية على مدار السنة لراينفيلدن:
| البيانات المناخية لـراينفيلدن     | البيانات المناخية لـراينفيلدن | البيانات المناخية لـراينفيلدن | البيانات المناخية لـراينفيلدن | البيانات المناخية لـراينفيلدن | البيانات المناخية لـراينفيلدن | البيانات المناخية لـراينفيلدن | البيانات المناخية لـراينفيلدن | البيانات المناخية لـراينفيلدن | البيانات المناخية لـراينفيلدن | البيانات المناخية لـراينفيلدن | البيانات المناخية لـراينفيلدن | البيانات المناخية لـراينفيلدن | البيانات المناخية لـراينفيلدن |
| الشهر                             | يناير                         | فبراير                        | مارس                          | أبريل                         | مايو                          | يونيو                         | يوليو                         | أغسطس                         | سبتمبر                        | أكتوبر                        | نوفمبر                        | ديسمبر                        | المعدل السنوي                 |
| --------------------------------- | ----------------------------- | ----------------------------- | ----------------------------- | ----------------------------- | ----------------------------- | ----------------------------- | ----------------------------- | ----------------------------- | ----------------------------- | ----------------------------- | ----------------------------- | ----------------------------- | ----------------------------- |
| متوسط درجة الحرارة الكبرى °م (°ف) | 2.9 (37.2)                    | 5.5 (41.9)                    | 9.9 (49.8)                    | 14.5 (58.1)                   | 18.9 (66.0)                   | 22 (72)                       | 24.7 (76.5)                   | 23.9 (75.0)                   | 20.6 (69.1)                   | 14.6 (58.3)                   | 7.7 (45.9)                    | 3.8 (38.8)                    | 14.1 (57.4)                   |
| المتوسط اليومي °م (°ف)            | −0.1 (31.8)                   | 1.5 (34.7)                    | 4.6 (40.3)                    | 8.3 (46.9)                    | 12.5 (54.5)                   | 15.8 (60.4)                   | 18.1 (64.6)                   | 17.3 (63.1)                   | 14.1 (57.4)                   | 9.7 (49.5)                    | 4.2 (39.6)                    | 0.9 (33.6)                    | 8.9 (48.0)                    |
| متوسط درجة الحرارة الصغرى °م (°ف) | −3 (27)                       | −1.9 (28.6)                   | 0.2 (32.4)                    | 3 (37)                        | 7.1 (44.8)                    | 10.4 (50.7)                   | 12.3 (54.1)                   | 11.9 (53.4)                   | 9.3 (48.7)                    | 5.9 (42.6)                    | 1 (34)                        | −1.9 (28.6)                   | 4.5 (40.1)                    |
| الهطول مم (إنش)                   | 74 (2.9)                      | 68 (2.7)                      | 69 (2.7)                      | 78 (3.1)                      | 97 (3.8)                      | 100 (3.9)                     | 86 (3.4)                      | 102 (4.0)                     | 75 (3.0)                      | 66 (2.6)                      | 79 (3.1)                      | 80 (3.1)                      | 974 (38.3)                    |
| متوسط أيام هطول الأمطار           | 12.2                          | 10.9                          | 12.4                          | 12.7                          | 13.4                          | 11.9                          | 10.4                          | 11.5                          | 9.2                           | 8.9                           | 11.4                          | 11.7                          | 136.6                         |
| المصدر: MeteoSchweiz              |                               |                               |                               |                               |                               |                               |                               |                               |                               |                               |                               |                               |                               |

## معرض صور

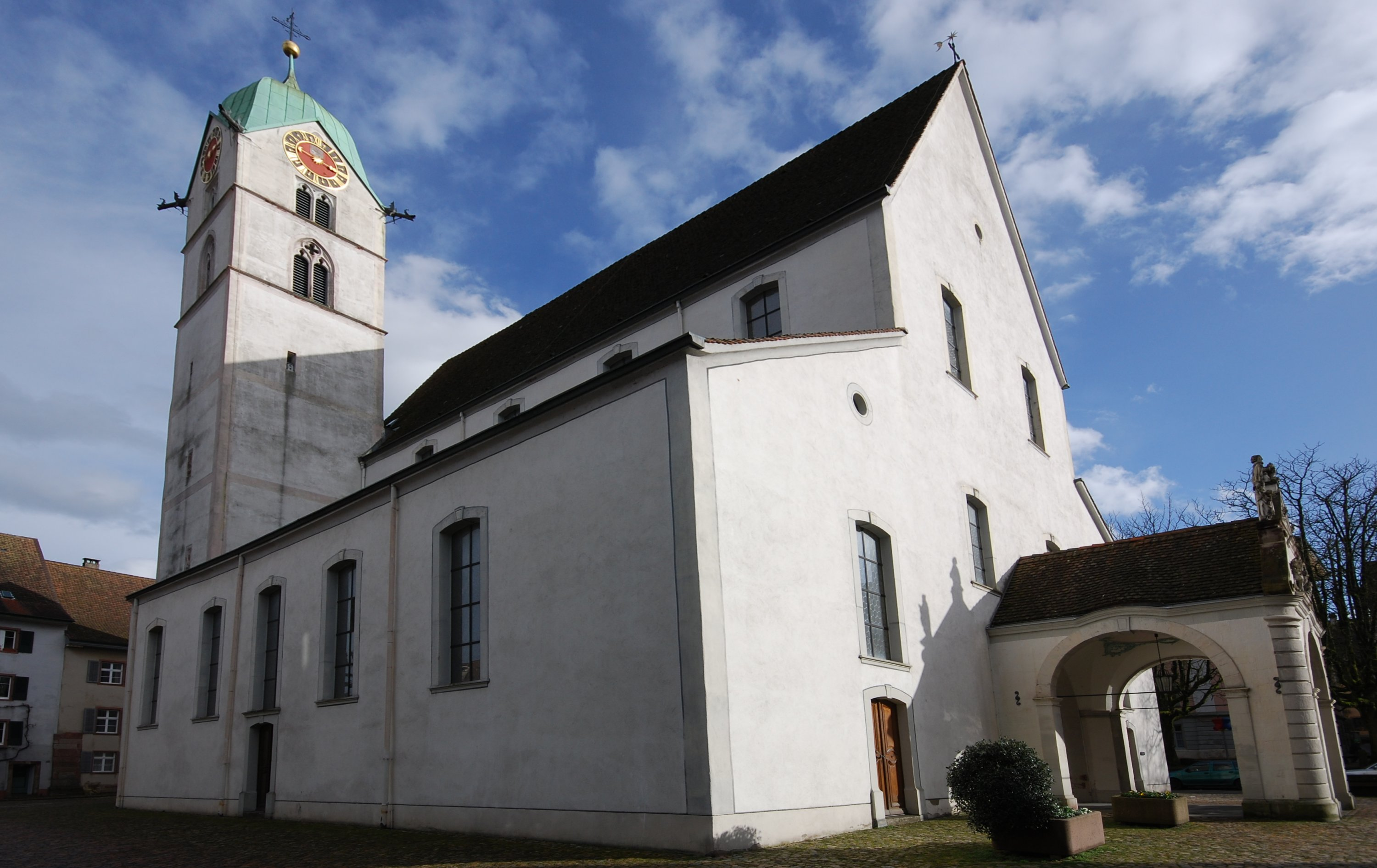
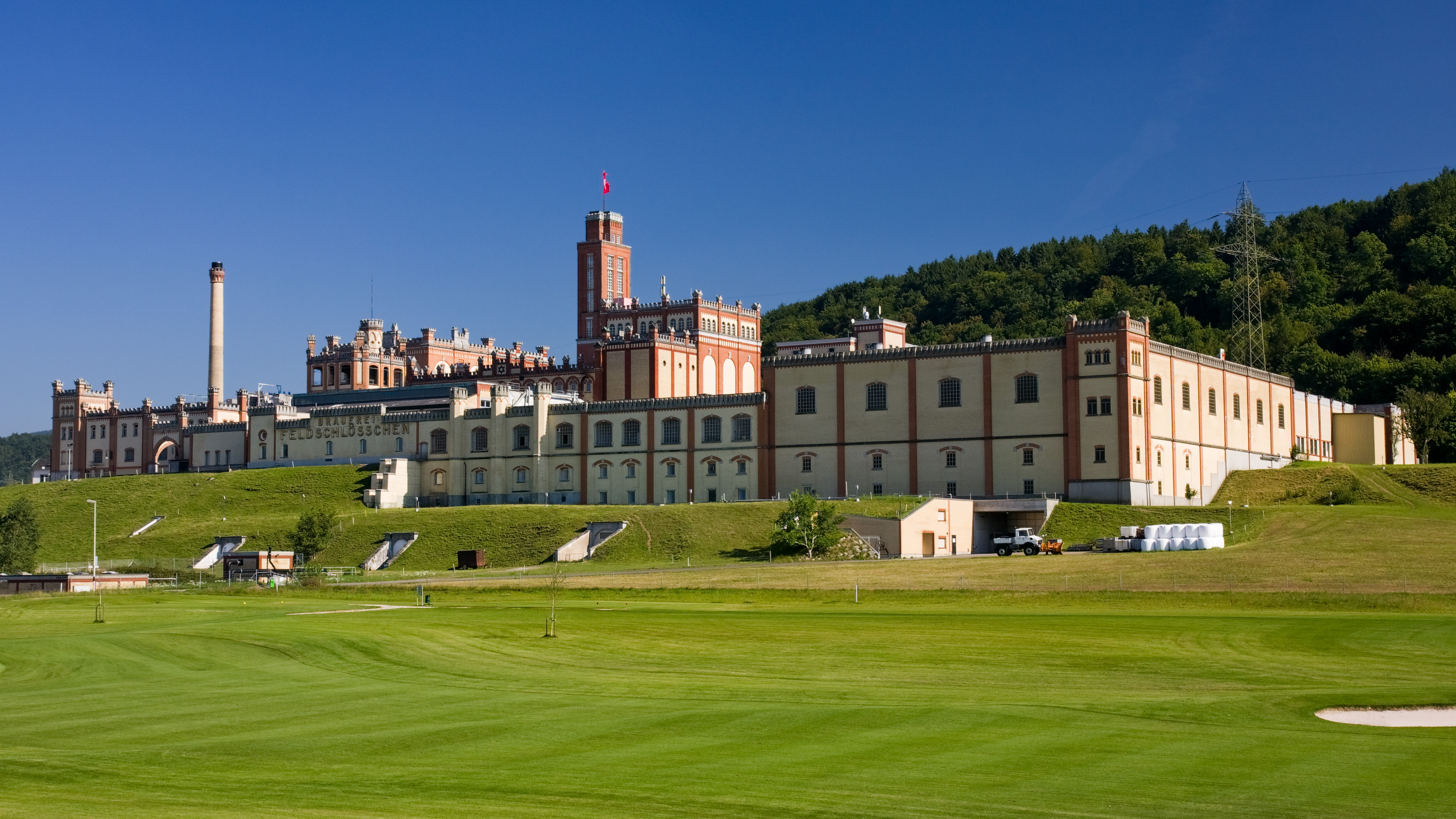
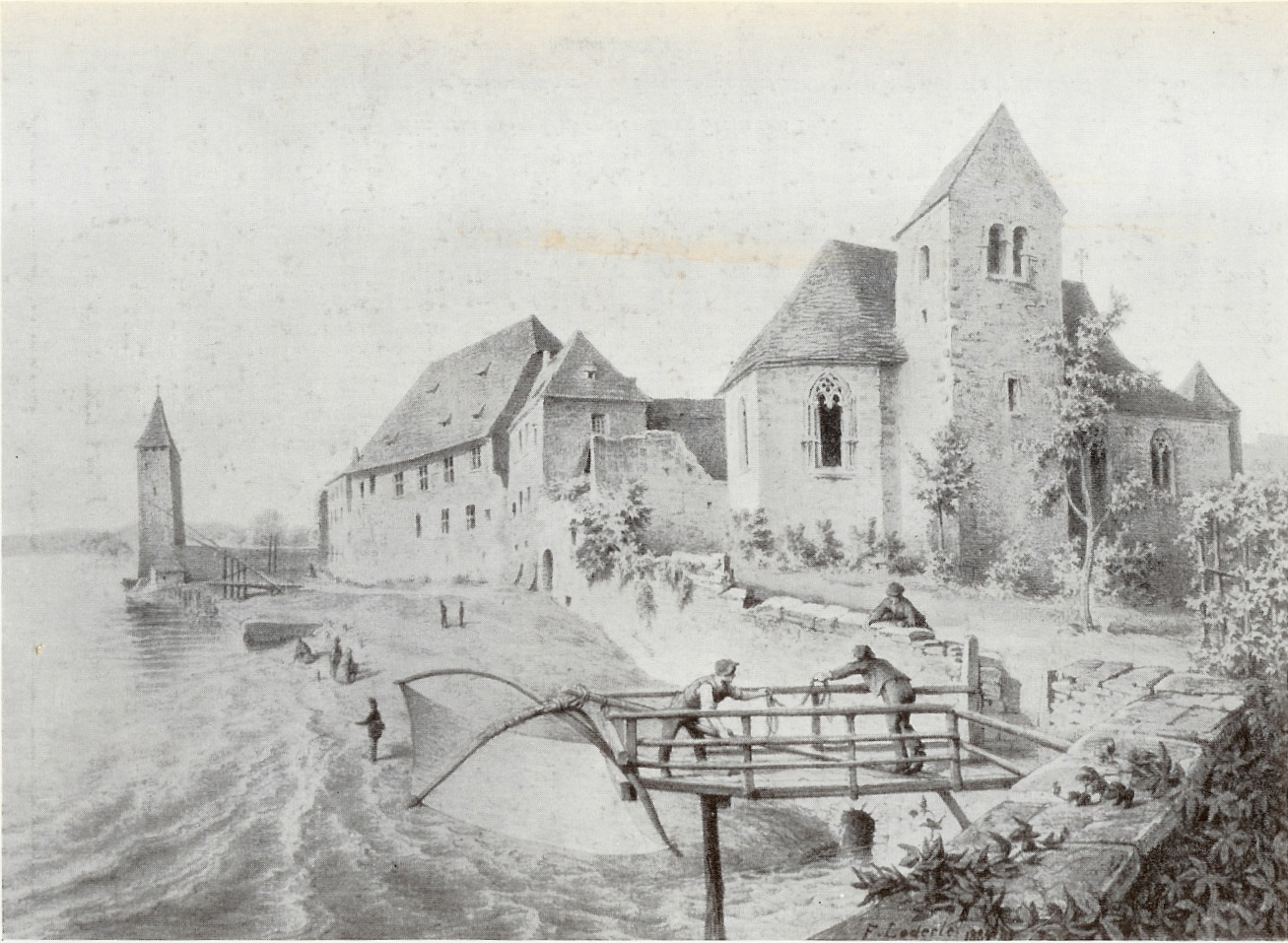

## أعلام
- ألبرت الأول ملك ألمانيا
- هانس بلوم
- إيفان راكيتيتش
- جاكوب سبرنجر
- إرنست هرمان جوزيف مونش
- دومينيك شميد